# KDE
KDE (K Desktop Environment) is een vrije en opensource-desktopomgeving en -framework gebaseerd op Nokia's Qt-toolkit voor Linux en andere Unix-achtige besturingssystemen. KDE is een software suite en bevat onder meer een internet suite en office suite. Met KDE vergelijkbare projecten zijn TDE, LiquidShell, Maui Shell en GNOME.

## Algemeen
De letter "K" stond oorspronkelijk voor "Kool" (Koel), maar dat werd later veranderd in alleen "K", wat staat voor: "De eerste letter vóór de "L" van Linux in het Latijnse alfabet".
Volgens de website van KDE: "KDE is een netwerktransparante en eigentijdse gebruikersomgeving voor Unix-werkstations. KDE voorziet in de behoefte aan een makkelijk te gebruiken omgeving voor UNIX-werkstations, te vergelijken met de gebruikersomgevingen onder Mac OS X en Windows."
KDE is geïnspireerd door de Common Desktop Environment (CDE), een oudere gebruikersomgeving die onder het X Window System gebruikt wordt door VMS en commerciële Unix-leveranciers zoals Sun Microsystems en HP.
Het KDE-project werd gestart door de Duitser Matthias Ettrich als reactie op het feit dat de programma's en de interface van CDE er niet op dezelfde manier uitzagen of werkten.
KDE is uitgebreid te configureren en het heeft vele cosmetische elementen, zoals transparante menu's en anti-aliasing voor tekst, die zijn te vergelijken met soortgelijke mogelijkheden in Windows en Mac OS X.

## Software

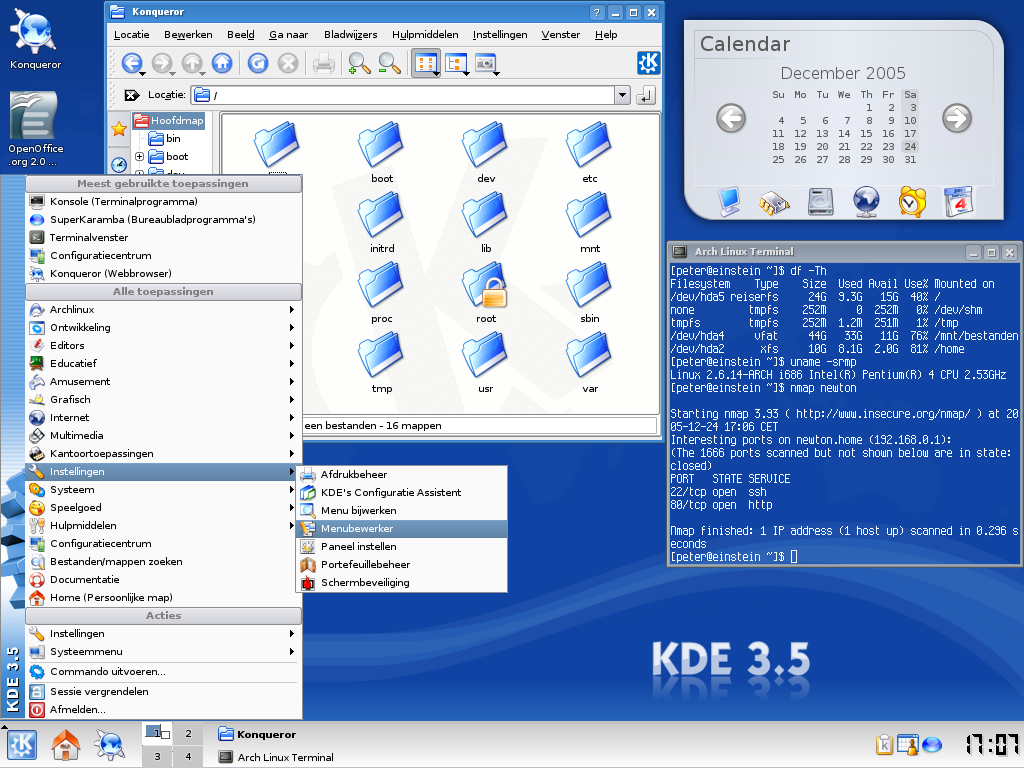
Een schermafdruk van KDE 3.5 in het Nederlands

Er wordt een grote hoeveelheid software bij KDE meegeleverd. Daarnaast zijn er ook nog zeer veel andere KDE-toepassingen, die apart gedownload en geïnstalleerd kunnen worden. De meeste namen van deze toepassingen beginnen met een K om aan te geven dat het een KDE-toepassing is. Veel gebruikte programma's zijn onder andere:
- Konqueror (webbrowser en bestandsbeheerder)
- Falkon (webbrowser)
- Angelfish (webbrowser)
- Dolphin (bestandsbeheerder)
- KMail (E-mail-programma) / Kontact (Personal Information Manager)
- Calligra Suite (kantoorsoftwarepakket)
- Kopete (Instant messaging)
- Amarok (audiospeler)
- Konversation (IRC-cliënt)
- K3b (voor het branden van cd's en dvd's).
- KTorrent (BitTorrentclient)

KDE wordt vertaald in bijna 90 talen (zie externe links), waaronder het Nederlands. Een aantal van deze talen wordt zelfs niet ondersteund door de meeste commerciële software. Niet alle talen worden volledig ondersteund, zo is de documentatie bij de meeste talen maar een klein beetje of helemaal niet vertaald. In 2003 is er tevens een Friese vertaling opgestart, waarvan de eerste versie met KDE 3.4 is uitgegeven.
Sommige aan KDE verbonden projecten hebben hun eigen uitgaveschema's, namelijk KDevelop; een softwareontwikkelomgeving, Quanta; een DTD-ontwikkelomgeving voor het maken van onder andere websites en KOffice, een uitgebreid pakket met kantoorsoftware.
Er bestaat zowel concurrentie als samenwerking tussen KDE en GNOME, een andere vrije grafische gebruikersomgeving voor Unix. De makers van Qt hebben in januari 2004 een pakket bibliotheken beschikbaar gesteld om GNOME-applicaties zeer eenvoudig te kunnen laten integreren met de KDE-desktop. Het is echter niet zo dat GNOME-applicaties anders niet onder KDE zouden kunnen werken. Dit is goed mogelijk, maar het besturingssysteem heeft daarvoor wel belangrijke elementen van GNOME nodig. Dit is andersom ook het geval.

## Andere besturingssystemen
KDE wordt naast UNIX ook ontwikkeld voor het besturingssysteem Darwin OS. Darwin, de basis van Mac OS X, is gebaseerd op de Machkernel en BSD, een familie van opensource-Unixvarianten. De Darwin-versie is de eerste versie van KDE die draait onder een besturingssysteem van Apple. Gebruikers van Darwin en Mac OS X kunnen KDE relatief eenvoudig installeren via een faciliteit zoals Fink.
Sinds KDE 4.0 is er ook een installatieprogramma voor Windows beschikbaar. Dit komt doordat KDE 4.x gebruikmaakt van Qt 4, waarbij het toegestaan is om er vrije programma's voor Windows mee te maken.

## Organisatie van het KDE-project
Zoals veel opensource- en andere vrije softwarepakketten wordt KDE in hoofdzaak door vrijwilligers ontwikkeld.
Omdat enkele honderden mensen op verschillende manieren bijdragen aan KDE (bijvoorbeeld door te programmeren, te vertalen of de vormgeving te verzorgen), is de organisatie van zo'n project erg complex.
De meeste problemen worden besproken op een groot aantal discussielijsten (zie externe links beneden).
Belangrijke beslissingen, zoals wanneer nieuwe versies worden uitgebracht en het opnemen van nieuwe applicaties, worden gemaakt op de discussielijst "kde-core-devel" door de zogenaamde "kernontwikkelaars". Dit zijn de ontwikkelaars die al lange tijd meewerken aan KDE. Beslissingen worden niet genomen met behulp van een stemronde, maar door middel van discussie op de discussielijsten. In de meeste gevallen schijnt dit goed te werken en zeer grote discussies, zoals de vraag of de API van KDE 2 niet meer ondersteund moet worden in het voordeel van KDE 3, zijn erg zeldzaam.

## Uitgaveschema en versienummers
Zoals de geschiedenis van het project beneden toont, geeft het KDE-team op regelmatige basis nieuwe versies vrij. Ze staan erom bekend vast te houden aan het uitgaveschema en het is zeldzaam dat een uitgave meer dan één of twee weken wordt vertraagd. Een uitzondering was KDE 3.1, dat meer dan een maand vertraagd was, omdat in de broncode veiligheidsproblemen aan het licht waren gekomen. Het handhaven van zo'n strak uitgaveschema is voor een vrijwilligersproject erg zeldzaam. Het uitgaveschema van de Linuxkernel, bijvoorbeeld, staat bekend om zijn onvoorspelbare vertragingen. Dit hoeft niet per se slecht te zijn: omdat men niet gebonden is aan deadlines van klanten is men vrij om een programma pas 'af' te noemen als het daadwerkelijk af is.
Er zijn twee belangrijke soorten uitgaven: grote uitgaven en kleine uitgaven.

### Grote uitgave
Een grote KDE-uitgave heeft twee getallen in zijn versienummer, bijvoorbeeld "KDE 1.1". Alleen een grote KDE-uitgave zal nieuwe mogelijkheden bevatten. Tot nu toe (februari 2010) waren er zestien grote uitgaven, namelijk: 1.0, 1.1, 2.0, 2.1, 2.2, 3.0, 3.1, 3.2, 3.3, 3.4, 3.5, 4.0, 4.1, 4.2, 4.3 en 4.4. Alle KDE-uitgaven binnen dezelfde grote versie (bijvoorbeeld KDE1, KDE2 en KDE3) zijn zowel op binair niveau als in de broncode compatibel met elkaar. Dit betekent dat voor KDE 3.0.x ontwikkelde programmatuur zal werken met alle versies van KDE3. Programma's hoeven dus alleen opnieuw gecompileerd te worden bij het uitkomen van een nieuwe grote versie. Dit zorgt voor een stabiele API voor KDE-ontwikkelaars. De veranderingen tussen KDE 1 en KDE 2 waren erg groot en talrijk, terwijl de veranderingen in de API tussen KDE 2 en KDE 3 relatief klein waren. Hierdoor konden toepassingen makkelijk voor KDE 3 geschikt gemaakt worden. Tot nu toe volgden de grote KDE-uitgaven het Qt-uitgaveschema.
Al voordat een grote uitgave klaar is en wordt aangekondigd, begint men te werken aan de volgende grote uitgave. Men heeft normaliter ongeveer een half jaar nodig om een grote uitgave af te maken (eerder duurde dit ongeveer een jaar). Tijdens deze periode worden vele bugs (softwarefouten) opgelost en die opgeloste bugs worden meegenomen in de laatste stabiele versie.
KDE 4 is anno 2013 de laatste versie.

### Kleine uitgave
Kleine uitgaven zijn bedoeld om bugs te verhelpen en de vertalingen af te werken. Voor kleine uitgaven wordt een verkort uitgaveschema gebruikt.
Een kleine KDE-uitgave heeft drie versienummers, bijvoorbeeld KDE 1.1.1. De ontwikkelaars richten zich hierin op het oplossen van bugs, kleine schoonheidsfoutjes en kleine verbeteringen in de gebruiksvriendelijkheid, als tegenhanger van het introduceren van nieuwe mogelijkheden. Daarnaast worden deze uitgaven gebruikt om nieuwe vertalingen uit te brengen die ten tijde van het uitbrengen van de hoofdversie nog niet af waren. Een kleine uitgave is gebaseerd op een aparte Subversion-vertakking (branch) van een vorige versie en heeft geen invloed op de "HEAD branch" (in SVN-termen ook wel "trunk" genoemd), het deel waarin de huidige ontwikkeling van de volgende grote release plaatsvindt.
De afwijkende naam "3.0.5a" werd gebruikt omdat de versienummers op waren. Men was al begonnen met KDE 3.1 en toentertijd gebruikte de releasecoördinator versienummers zoals 3.06 intern in het CVS-systeem om testversies te onderscheiden van de aankomende grote uitgave 3.1. Plotseling na versie 3.0.3 moesten een aantal belangrijke en onverwachte bugs opgelost worden, wat uiteindelijk leidde tot een versieconflict met 3.0.6, omdat die toen al in gebruik was.
Kritieke bugs worden ook verholpen in oudere versies van KDE ("backporten").

## KDE 4

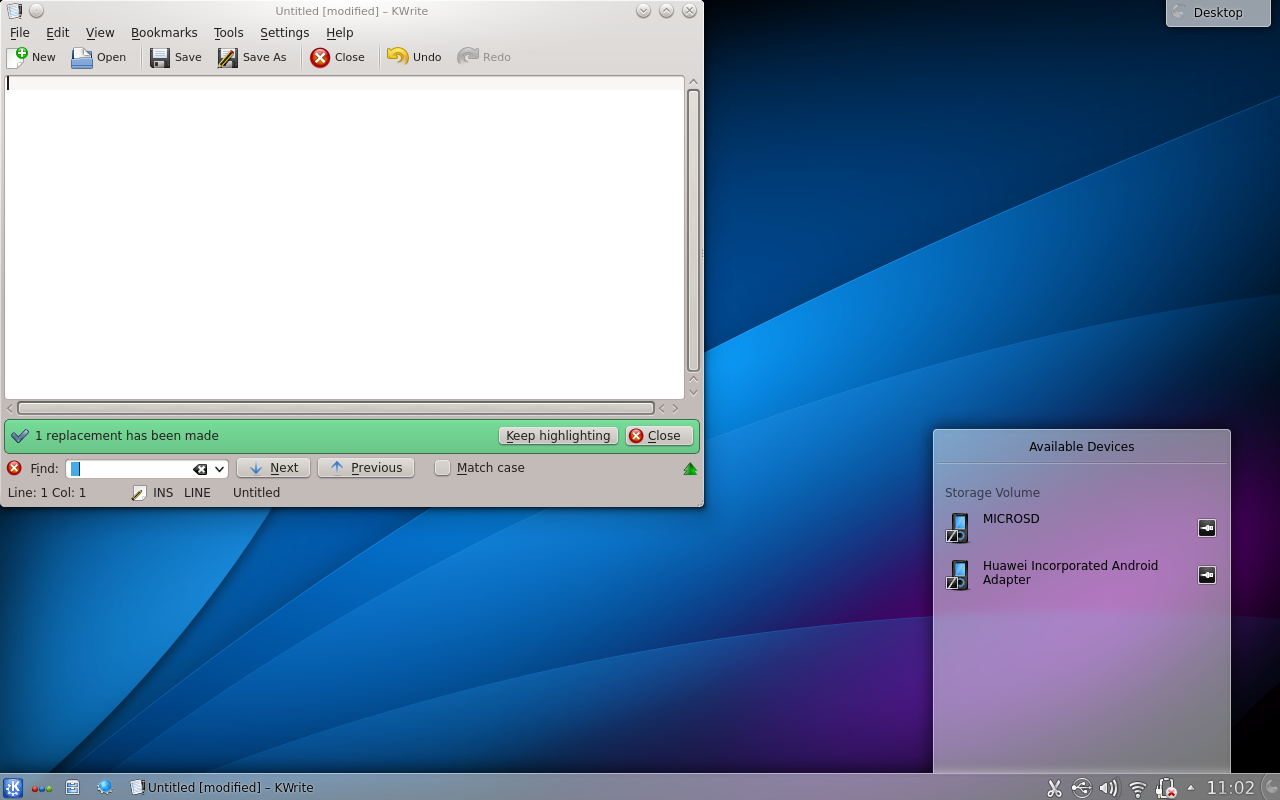
Een schermafdruk van KDE 4

De anno 2013 recentste hoofduitgave van KDE heet KDE 4. Aan KDE 4 ging een lange periode van ontwikkeling aan vooraf en is ook in zijn geheel herschreven en/of aangepast aan Qt4. Op 11 januari 2008 kwam na een hele reeks alfa-, beta- en RC-versies de uiteindelijke stabiele versie 4.0 uit.

### Veranderingen in KDE 4
- Overzetting naar Qt-versie 4. Vanwege ruimere licentievoorwaarden is de portabiliteit (van KDE-programma's naar Windows en Mac OS X) verbeterd. Verder maakt Qt4 zichtbare verbeteringen mogelijk zoals versleepbare panelen. Qt4 maakt verder een snelheidswinst van 20% tot 30% mogelijk.[4]
- Vernieuwde thema's, iconen en wallpapers door middel van het Oxygen-project. Door KDE en de programma's dezelfde stijl en pictogrammen te gebruiken moet dit project ervoor zorgen dat KDE als een samenhangend geheel wordt ervaren. De pictogrammen zullen schaalbaar zijn door het gebruik van het SVG-formaat.
- Een compleet nieuwe interface door Kicker, KDesktop, en SuperKaramba te integreren in één geheel; Plasma. Het doel van dit project is om het gebruik van de computer mooier en logischer te maken en beter aanpasbaar naar de wensen van de gebruiker, widgets staan centraal in deze aanpak.
- De windowmanager KWin krijgt ondersteuning voor 3D-effecten, vergelijkbaar met Compiz.
- Een nieuwe standaard bestandsbeheerder; Dolphin. Konqueror zal zijn functies behouden maar zal primair verder worden ontwikkeld als webbrowser.
- Phonon, een laag tussen verschillende multimediaraamwerken en de programma's. Door het gebruik van Phonon wordt KDE onafhankelijk van multimediaraamwerken. Daardoor wordt het voor de ontwikkelaar makkelijker om mediafunctionaliteit aan te brengen in een programma. De eindgebruiker heeft tenslotte de keuze welk multimediaraamwerk er gebruikt wordt.
- Solid, een API voor netwerk en draagbare media. Programma's kunnen op deze manier makkelijker bewust gemaakt worden van de hardware die aan de computer is aangesloten.
- Decibel, een communicatie raamwerk. Decibel geeft de mogelijkheid om verschillende protocollen die nodig zijn voor Instant messaging, VoIP en videoconferenties in één programma te integreren en maakt het makkelijker om de juiste weg te vinden om iemand te contacteren.
- NEPOMUK, een systeem om bestanden beter te beheren, bestanden kunnen worden gequoteerd en met commentaar en tags uitgerust. In samenwerking met de desktopzoeker Strigi wordt ook het vinden van bestanden hierdoor makkelijker.
- Een scriptraamwerk genaamd Kross, Kross geeft gebruikers de mogelijkheid scripts te integreren in KDE. Momenteel worden JavaScript, Ruby en Python ondersteund.

### KDE 4.1
KDE 4.1, ook een grote uitgave, werd uitgegeven op 29 juli 2008.

#### Veranderingen[6]
- Overschakeling van Qt versie 4.3 naar 4.4. De nieuwe mogelijkheden van deze versie zijn onder andere de integratie van WebKit, wat het mogelijk zal maken voor Plasma om widgets van Apple Dashboard te laden.
- Veel aanpassingen en nieuwe mogelijkheden in Plasma, waaronder een nieuwe API, mogelijkheid om thema's te gebruiken, de snelstarter KRunner en meer configuratiemogelijkheden.
- De programma's uit de module KDEPIM (Kontact, KMail) maken terug deel uit van de uitgave. Deze programma's zullen zijn overgezet naar Qt 4 en zullen nieuwe functies hebben. De voornaamste vernieuwing is het gebruik van het gecentraliseerd opslagsysteem Akonadi.
- Ondersteuning voor meerdere back-ends in Phonon, waaronder GStreamer.
- Nieuwe programma's, zoals de Step fysica-simulator en de eenvoudige mediaspeler Dragon Player.
- Nieuwe effecten in KWin, zoals een Cover Flow-functie voor openstaande vensters.
- Veel nieuwe functies in andere programma's, zoals tabbladen in Dolphin, sessiebeheer in Konqueror en OpenStreetMap ondersteuning in Marble.

### KDE 4.2
KDE 4.2 werd uitgegeven op 27 januari 2009.

#### Veranderingen
- Veel verbeteringen in Plasma, met grotere keuze aan plasmoids. Plasmoids kunnen worden geschreven in JavaScript, Python en Ruby. Verder is er nu ook ondersteuning voor Google Gadgets aanwezig.
- Meer effecten in KWin, zoals "Kubus" en de "Magische Lamp".
- Verbeterd energiebeheer middels het programma PowerDevil.
- Nieuwe mogelijkheden in verschillende programma's: vernieuwde berichtweergave in KMail, voorbeelden in Dolphin, verbeterde ondersteuning voor SVG in Konqueror ...
- Een aantal nieuwe spellen.
- Volledige ondersteuning voor Microsoft Windows.

### KDE 4.3
Ook een grote uitgave van KDE is KDE 4.3 en werd uitgegeven op 4 augustus 2009.

#### Veranderingen in KDE 4.3
- Meer dan 10.000 bugs "geplet" (opgelost).
- Bijna 2.000 mogelijkheden toegevoegd.
- Meer vertalingen.
- Een nieuw standaard thema, Air.
- Nieuwe en verbeterde Plasma widgets.

### KDE 4.4
KDE 4.4 werd uitgegeven op 9 februari 2010. Deze versie bevat een nieuwe applicatie, KAddressBook, Kopete 1.0 en een nieuwe plasma-interface voor netbooks. Deze versie markeerde ook de introductie van KAuth. Verder maakt KDE 4.4 gebruik van Qt 4.6.

### KDE 4.5
KDE 4.5 werd uitgegeven op 10 augustus 2010 Deze versie bevatte een nieuwe WebKit-webbrowser, genaamd Rekonq, en was stabieler dan de voorgaande KDE-versie. Verder werd het systeemvak opgeschoond.

### KDE 4.6
KDE 4.6 werd uitgegeven op 26 januari 2011. Deze versie kwam met voorbereidingen voor een mobiele KDE (KDE Plasma Active) en verbeterde stabiliteit en snelheid.

### KDE 4.11
KDE 4.11 werd uitgebracht op 14 augustus 2013. Deze versie bevat vroege ondersteuning voor Wayland.

### KDE 4.12
Uitgebracht op 18 december 2013.

## Mascotte

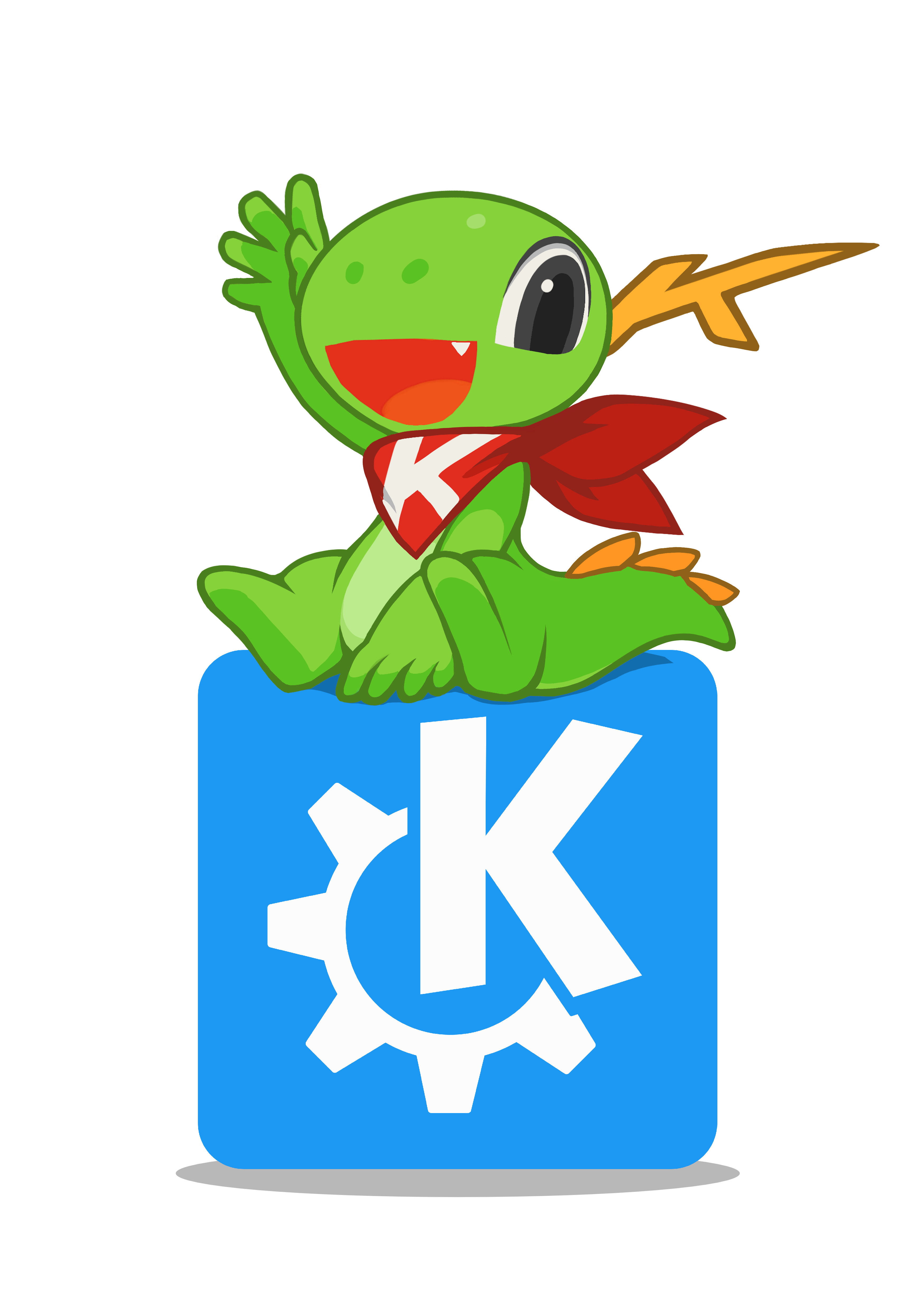
Konqi - de KDE mascotte

De mascotte van de KDE is het groene draakje Konqi. In eerdere versies was dat de tovenaar (wizard) Kandalf, wiens naam is afgeleid van Gandalf, een personage uit de boeken van de schrijver Tolkien.

## Projectgeschiedenis
- 14 oktober 1996 - Het project werd aangekondigd door Matthias Ettrich, zie onder externe links voor de oorspronkelijke aankondiging van KDE.
- 12 juli 1998 - KDE 1.0 uitgegeven.
- 6 februari 1999 - KDE 1.1 uitgegeven.
  - 3 mei 1999 - KDE 1.1.1 uitgegeven.
  - 13 september 1999 - KDE 1.1.2 uitgegeven.
- KDE 1.2 was gepland, maar nooit uitgegeven.
- 15 december 1999 - KDE 1.89 - ook wel "Krash" genaamd (instabiele uitgave voor de ontwikkelaars).
- 23 oktober 2000 - KDE 2.0 uitgegeven.
  - 5 december 2000 - KDE 2.0.1 uitgegeven.
- 26 februari 2001 - KDE 2.1 uitgegeven.
  - 27 maart 2001 - KDE 2.1.1 uitgegeven.
  - 30 april 2001 - KDE 2.1.2 uitgegeven.
- 15 augustus 2001 - KDE 2.2 uitgegeven.
  - 19 september 2001 - KDE 2.2.1 uitgegeven.
  - 21 november 2001 - KDE 2.2.2 uitgegeven.
- 3 april 2002 - KDE 3.0 uitgegeven.
  - 22 mei 2002 - KDE 3.0.1 uitgegeven.
  - 2 juli 2002 - KDE 3.0.2 uitgegeven.
  - 19 augustus 2002 - KDE 3.0.3 uitgegeven.
  - 9 oktober 2002 - KDE 3.0.4 uitgegeven.
  - 18 november 2002 - KDE 3.0.5 uitgegeven.
  - 21 december 2002 - KDE 3.0.5a uitgegeven.
- 28 januari 2003 - KDE 3.1 uitgegeven.
  - 20 maart 2003 - KDE 3.1.1 uitgegeven.
    - 9 april 2003 - KDE 3.1.1a uitgegeven.

  - 19 mei 2003 - KDE 3.1.2 uitgegeven.
  - 29 juli 2003 - KDE 3.1.3 uitgegeven.
  - 16 september 2003 - KDE 3.1.4 uitgegeven.
  - 14 januari 2004 - KDE 3.1.5 uitgegeven.
- 3 februari 2004 - KDE 3.2 uitgegeven.
  - 9 maart 2004 - KDE 3.2.1 uitgegeven.
  - 19 april 2004 - KDE 3.2.2 uitgegeven.
  - 9 juni 2004 - KDE 3.2.3 uitgegeven.
- 19 augustus 2004 - KDE 3.3 uitgegeven.
  - 12 oktober 2004 - KDE 3.3.1 uitgegeven.
  - 8 december 2004 - KDE 3.3.2 uitgegeven.
- 16 maart 2005 - KDE 3.4 uitgegeven.
  - 31 mei 2005 - KDE 3.4.1 uitgegeven.
  - 28 juli 2005 - KDE 3.4.2 uitgegeven.
  - 13 oktober 2005 - KDE 3.4.3 uitgegeven.
- 29 november 2005 - KDE 3.5 uitgegeven.
  - 31 januari 2006 - KDE 3.5.1 uitgegeven.
  - 28 maart 2006 - KDE 3.5.2 uitgegeven.
  - 31 mei 2006 - KDE 3.5.3 uitgegeven.
  - 2 augustus 2006 - KDE 3.5.4 uitgegeven.
  - 11 oktober 2006 - KDE 3.5.5 uitgegeven.
  - 25 januari 2007 - KDE 3.5.6 uitgegeven.
  - 22 mei 2007 - KDE 3.5.7 uitgegeven.
  - 16 oktober 2007 - KDE 3.5.8 uitgegeven.
  - 19 februari 2008 - KDE 3.5.9 uitgegeven.
  - 26 augustus 2008 - KDE 3.5.10 uitgegeven.
- 11 januari 2008 - KDE 4.0 uitgegeven
  - 5 februari 2008 - KDE 4.0.1 uitgegeven
  - 5 maart 2008 - KDE 4.0.2 uitgegeven
  - 2 april 2008 - KDE 4.0.3 uitgegeven
  - 7 mei 2008 - KDE 4.0.4 uitgegeven
  - 4 juni 2008 - KDE 4.0.5 uitgegeven
- 29 juli 2008 - KDE 4.1 uitgegeven
  - 3 september 2008 - KDE 4.1.1 uitgegeven
  - 3 oktober 2008 - KDE 4.1.2 uitgegeven
  - 5 november 2008 - KDE 4.1.3 uitgegeven
  - 13 januari 2009 - KDE 4.1.4 uitgegeven
- 27 januari 2009 - KDE 4.2.0 uitgegeven
  - 4 maart 2009 - KDE 4.2.1 uitgegeven
  - 2 april 2009 - KDE 4.2.2 uitgegeven
  - 6 mei 2009 - KDE 4.2.3 uitgegeven
  - 3 juni 2009 - KDE 4.2.4 uitgegeven
- 4 augustus 2009 - KDE 4.3 uitgegeven
  - 1 september 2009 - KDE 4.3.1 uitgegeven
  - 6 oktober 2009 - KDE 4.3.2 uitgegeven
  - 3 november 2009 - KDE 4.3.3 uitgegeven
  - 1 december 2009 - KDE 4.3.4 uitgegeven
  - 26 januari 2010 - KDE 4.3.5 uitgegeven
- 9 februari 2010 - KDE 4.4 uitgegeven
  - 2 maart 2010 - KDE 4.4.1 uitgegeven
  - 30 maart 2010 - KDE 4.4.2 uitgegeven
  - 5 mei 2010 - KDE 4.4.3 uitgegeven
  - 6 juni 2010 - KDE 4.4.4 uitgegeven
  - 30 juni 2010 - KDE 4.4.5 uitgegeven
- 10 augustus 2010 - KDE 4.5 uitgegeven
  - 31 augustus 2010 - KDE 4.5.1 uitgegeven
  - 5 oktober 2010 - KDE 4.5.2 uitgegeven
  - 3 november 2010 - KDE 4.5.3 uitgegeven
  - 2 december 2010 - KDE 4.5.4 uitgegeven
  - 2 januari 2011 - KDE 4.5.5 uitgegeven
- 26 januari 2011 - KDE 4.6.0 uitgegeven
  - 4 maart 2011 - KDE 4.6.1 uitgegeven
  - 6 april 2011 - KDE 4.6.2 uitgegeven
  - 6 mei 2011 - KDE 4.6.3 uitgegeven
  - 10 juni 2011 - KDE 4.6.4 uitgegeven
  - 7 juli 2011 - KDE 4.6.5 uitgegeven
- 27 juli 2011 - KDE 4.7.0 uitgegeven
  - 7 september 2011 - KDE 4.7.1 uitgegeven
  - 5 oktober 2011 - KDE 4.7.2 uitgegeven
  - 2 november 2011 - KDE 4.7.3 uitgegeven
- 1 augustus 2012 - KDE 4.9 uitgegeven
- 6 februari 2013 - KDE 4.10 uitgegeven
- 14 augustus 2013 - KDE 4.11 uitgegeven